# Komaszewo
Komaszewo (też: Komoszewo; niem.: (Nieder) Komsow) – osada w Polsce położona w województwie pomorskim, w powiecie lęborskim, w gminie Wicko przy drodze wojewódzkiej nr .
W latach 1975–1998 miejscowość położona była w województwie słupskim.